# Norra stordistriktet
Norra stordistriktet (fi. Pohjoinen suurpiiri) är en administrativ enhet i Helsingfors stad. Stordistrikten grundades år 1982 för att underlätta olika myndigheters arbete som tidigare alla använt olika indelningar. Därmed blev det också lättare för stadsborna att följa med de administrativa enheterna. Norra stordistriktet består av följande distrikt: Månsas distrikt, Västra Baggböle distrikt, Domarby distrikt, Åggelby distrikt och Östra Baggböle distrikt